# Исидор Ростовский

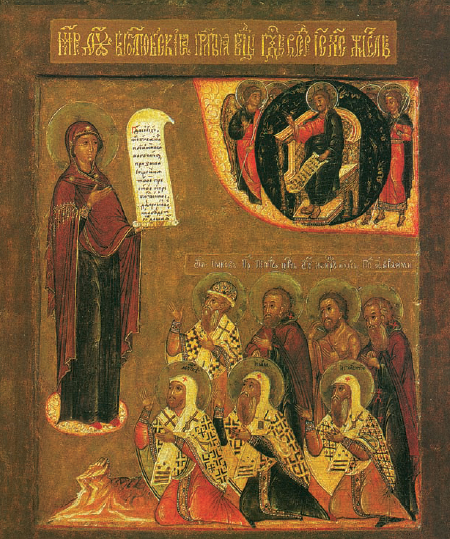
«Богоматерь Моление о народе, с ростовскими святыми» (на первом плане — ростовские епископы Леонтий, Исайя и Игнатий; на втором — епископ Иаков, Пётр Ордынский царевич, Исидор Блаженный, преподобный Авраамий)

Иси́дор Росто́вский (ум. 14 мая 1474) — юродивый, ростовский чудотворец, родом из Германии. Святой Русской церкви, память совершается 14 (27) мая шестеричным богослужением.
Согласно житию, Исидор родился в окрестностях города Бранденбурга в славянской семье католического вероисповедания.
Приняв подвиг юродства, Исидор пешком дошёл до Ростова и принял там православие. Житие сообщает о многочисленных чудесах Исидора и о его аскетическом образе жизни. Известны были и его предсказания, за сбываемость которых его прозвали Твердисловом. Исидор скончался в Ростове в 1474 году и был похоронен на месте хижины, где он жил. Позднее над ней была построена Церковь Вознесения Господня (Церковь Исидора Блаженного на валах), под стенами которой мощи Блаженного находятся до настоящего времени.

## Почитание
Почитание Исидора началось уже в XV веке (то есть сразу после его смерти). Иван Грозный считал его одним из великих русских чудотворцев (Исидору приписывалось освобождение в 1563 году города Полоцка от польских войск). В «Уставе церковных обрядов Московского Успенского собора» (1636) указывается: «Мая в 14-й день Исидору Ростовскому благовест в лебедь, трезвон средний».
Согласно иконописному подлиннику, Исидор «подобием рус, власы велики, брада аки Никиты мученика, подоле, риза на нем едина разодрана серодикая, правое плечо наго, руки крестообразно, ноги голы».